# 弗魯特蘭 (愛達荷州)
弗魯特蘭（英語：Fruitland）是一個位於美國愛達荷州佩埃特縣的城市。

## 地理
弗魯特蘭的座標為44°00′58″N 116°55′17″W / 44.01611°N 116.92139°W，而該地的平均海拔高度為679米（即2228英尺）。

## 人口
根據2010年美國人口普查的數據，弗魯特蘭的面積為5.59平方千米，當中陸地面積為5.58平方千米，而水域面積為0.01平方千米。當地共有人口4684人，而人口密度為每平方千米837.92人。